# District historique d'Old Administrative Area
 (septembre 2020).
Le district historique d'Old Administrative Area – ou Old Administrative Area Historic District en anglais – est un district historique dans le comté de Teton, dans le Wyoming, aux États-Unis. Protégé au sein du parc national de Grand Teton, il est composé de plusieurs bâtiments dans le style rustique du National Park Service. Il est inscrit au Registre national des lieux historiques depuis le 23 avril 1990.